# 목소리로 일하자!
목소리로 일하자!(일본어: こえでおしごと! 코에데오시고토[*])는 한 고등학교 여학생이 에로게 회사에 일하게 되는 이야기를 다룬 작품이다. 이 작품의 원작은 만화로, 만화 잡지인 코믹 검(コミックガム)에 연재되었다. 1,2화가 OVA를 통해 애니메이션으로 제작되었다.

## 줄거리
16살인 평범한 고등학교 여학생, 아오야기 칸나가 생일을 맞아 언니(28살)가 일하는 회사에 찾아갔는데, 언니에게 에로게 성우 일을 맡아 달라는 부탁을 받게 된다. 당황한 칸나는 성우 일을 거절했지만, 언니가 자기가 어릴 때부터 항상 자신을 지켜보아 주던 일들을 떠올리고는 결국 받아들인다. 아직 미성년자인데다가 에로게를 전혀 모르는 여학생이 과연 해낼 수 있을까?

## 등장인물
아오야기 칸나(青柳 柑奈 아오야기 간나[*])
성우: MAKO
타카시마 미나미 고등학교에 다니는 학생으로 1학년이다. 생일을 맞아 언니인 아요이가 불러 학교 수업을 마치고 언니가 일하는 곳으로 찾아간다. 언니가 에로게 제작 회사에 일한다는 사실을 알게 된다. 이후에 언니의 부탁으로 그 회사의 성우 일을 맡게 된다. 고등학교에서는 육상부를 맡고 있고, 상상하는 것과 한 가지에 집중하는 능력이 뛰어나다. 사람들에게 비밀로 일하고 있기 때문에, 게임 성우 이름으로는 가짜 이름인 아오이 칸나로 사용한다.
아오야기 야오이(青柳 弥生)
성우: 와타나베 아케노
칸나의 언니로 28살이고, 에로게 회사인 블루 마치(Blue March)의 개발자이다. 항상 칸나를 잘 보살펴 주며, 매년 칸나의 생일이 되면 꼭 선물을 챙겨주곤 했다. 말이 꽤 직설적이고, 에로게를 다뤄도 전혀 부끄러워하지 않는다.
와라소노 후미카(藁園 文花)
성우: 이시카와 아야노
대학생으로 에로게 성우이고, 칸나의 롤모델이다. 거의 전문가 수준이지만, 실제로 해본 적은 없다고 한다.
히오키 나가토시(日置 長俊)
성우: 치바 스스무
에로게 회사인 블루 마치(Blue March)에서 시나리오를 맡고 있다. 칸나와 야오이보다 나이가 많고, 어릴 때부터 서로 아는 사이였다. 단순히 글 읽는 것을 좋아했을 뿐이지만, 에로에 관한 글을 읽은 이후로는 직접 쓰고 있다. 칸나가 존경하는 오빠이기도 하다.